# Carterville (Missouri)
Carterville – miasto w Stanach Zjednoczonych, w stanie Missouri, w hrabstwie Jasper.